# Piotr Watolin
Piotr Aleksandrowicz Watolin (ros. Пётр Александрович Ватолин, ur. w listopadzie 1898 we wsi Ust'-Kiszert' w guberni permskiej, zm. 1941 w Moskwie) – radziecki działacz partyjny i państwowy.

## Życiorys
W 1915 skończył miejską szkołę handlową w Permie, 1917-1918 służył w rosyjskiej armii, później pracował w gubernialnym oddziale zaopatrzenia w Permie jako kierownik pododdziału, potem kierował wydziałem Komitetu Wykonawczego Rady Miejskiej Penzy. Od 1919 należał do RKP(b), 1921-1924 był zastępcą przewodniczącego Komitetu Wykonawczego Rady Powiatowej w Piatigorsku, w 1926 był sekretarzem i kierownikiem wydziału organizacyjnego Komitetu Wykonawczego Terskiej Rady Okręgowej, później zastępcą sekretarza i kierownikiem wydziału organizacyjnego Komitetu Wykonawczego Północnokaukaskiej Rady Krajowej i kierownikiem biura sekretariatu tego komitetu. Od 1931 do 1937 studiował w Moskiewskim Instytucie Energetycznym im. Mołotowa, od listopada 1937 do lipca 1938 był przewodniczącym Komitetu Wykonawczego Woroneskiej Rady Obwodowej, potem organizatorem odpowiedzialnym Wydziału Kierowniczych Organów Partyjnych KC WKP(b), a 1939-1940 Wydziału Kadr Partyjnych Zarządu Kadr KC WKP(b), 1940-1941 był zastępcą przewodniczącego KC MOPR.